# Tajlandia na Letnich Igrzyskach Olimpijskich 1992
Tajlandię na Letnich Igrzyskach Olimpijskich 1992 reprezentowało 46 zawodników: 23 mężczyzn i 23 kobiety. Był to 10 występ reprezentacji Tajlandii na letnich igrzyskach olimpijskich.

## Zdobyte medale
| Medal | Zawodnik        | Dyscyplina | Konkurencja                | Rezultat                                                 |
| ----- | --------------- | ---------- | -------------------------- | -------------------------------------------------------- |
| Brąz  | Chenglai Arkhom | Boks       | waga półśrednia (do 67 kg) | w półfinale przegrał z Irlandczykiem Michaelem Carruthem |

## Skład kadry

### Badminton
Kobiety
- Jaroensiri Somhasurthai - gra pojedyncza - 5. miejsce,
- Pornsawan Plungwech - gra pojedyncza - 9. miejsce,
- Ladawan Mulasartsatorn, Piyathip Sansaniyakulvilai - gra podwójna - 9. miejsce,

Mężczyźni
- Chiangta Teeranun - gra pojedyncza - 9. miejsce,
- Kookasemkit Sompol - gra pojedyncza - 17. miejsce,
- Pramote Teerawiwatana, Siripong Siripool - gra podwójna - 9. miejsce,

### Boks
Mężczyźni
- Phamuansak Phasuwan waga papierowa do 48 kg - 9. miejsce,
- Khadpo Vichai waga musza do 52 kg - 17. miejsce,
- Chatree Suwanyod waga kogucia do 54 kg - 9. miejsce,
- Somluck Kamsing waga piórkowa do 57 kg - 9. miejsce,
- Chenglai Arkhom waga półśrednia do 67 kg - 3. miejsce,
- Chalit Boonsingkarn waga lekkośrednia do 71 kg - 9. miejsce,

### Judo
Kobiety
- Prateep Pinitwong waga do 56 kg - . miejsce,
- Supatra Yompakdee waga powyżej 72 kg - 9. miejsce,

### Lekkoatletyka
Kobiety
- Ratjai Sripet - bieg na 100 m - odpadła w eliminacjach,
- Nednapa Chommuak - bieg na 200 m - odpadła w eliminacjach,
- Noodang Phimphoo - bieg na 400 m - odpadła w ćwierćfinale,
- Sukanya Sang-Nguen - bieg na 800 m - odpadła w eliminacjach,
- Reawadee Srithoa - bieg na 400 m przez płotki - odpadła w eliminacjach,
- Nednapa Chommuak, Reawadee Srithoa, Ratjai Sripet, Pornpim Srisurat - sztafeta 4 × 100 m - odpadły w eliminacjach,
- Saleerat Srimek, Sukanya Sang-Nguen, Srirat Chimrak, Noodang Phimphoo - sztafeta 4 × 400 m - odpadły w eliminacjach,
- Jaruwan Jenjudkarn - skok wzwyż - 40. miejsce,

Mężczyźni
- Visut Watanasin - bieg na 100 m - odpadł w eliminacjach,
- Seaksarn Boonrat - bieg na 200 m - odpadł w ćwierćfinale,
- Aktawat Sakoolchan - bieg na 400 m - odpadł w eliminacjach,
- Chanond Keanchan - bieg na 400 m przez płotki - odpadł w eliminacjach,
- Kriengkrai Narom, Seaksarn Boonrat, Niti Piyapan, Visut Watanasin - sztafeta 4 × 100 m - odpadli w półfinale,
- Athiaporn Koonjarthong, Yuthana Thonglek, Sarapong Kumsup, Aktawat Sakoolchan - sztafeta 4 × 400 m - odpadli w eliminacjach,

### Pływanie
Kobiety
- Ratiporn Wong

50 m stylem dowolnym - 44. miejsce,
100 m stylem dowolnym - 43. miejsce,
- Thanya Sridama

400 m stylem dowolnym - 27. miejsce,
800 m stylem dowolnym - 23. miejsce,
- Praphalsai Minpraphal

100 m stylem grzbietowym - 42. miejsce,
100 m stylem motylkowym - 37. miejsce,
200 m stylem motylkowym - 25.miejsce,
200 m stylem zmiennym - 30. miejsce,
400 m stylem zmiennym - 28. miejsce,
- Phuvichit Sornsawan

100 m stylem klasycznym - 31. miejsce,
200 m stylem klasycznym - 30. miejsce,
Mężczyźni
- Ratapong Sirasanont

400 m stylem dowwolnym - 39. miejsce,
1500 m stylem dowolnym - 27. miejsce,
200 m stylem zmiennym - 39. miejsce,
400 m stylem zmiennym - 29. miejsce,

### Podnoszenie ciężarów
Mężczyźni
- Prasert Sumpradit - waga do 82,5 kg - 25. miejsce,

### Strzelectwo
Kobiety
- Rampai Yamfang-Sriyai - pistolet sportowy 25 m - 18. miejsce,

Mężczyźni
- Samarn Jongsuk - karabin pneumatyczny 10 m - 31. miejsce,

### Tenis ziemny
Kobiety
- Duangchan Suvimol, Benjamas Sangaram - gra podwójna - 17. miejsce,

### Żeglarstwo
- Amara Wichitong - windsurfing kobiet - 20. miejsce,
- Saard Panyawan - windsurfing mężczyzn - 26. miejsce,